# Pimoa
Pimoa is een geslacht van spinnen uit de familie Pimoidae.

## Soorten
- Pimoa altioculata (Keyserling, 1886)
- Pimoa anatolica Hormiga, 1994
- Pimoa breuili (Fage, 1931)
- Pimoa breviata Chamberlin & Ivie, 1943
- Pimoa clavata Xu & Li, 2007
- Pimoa crispa (Fage, 1946)
- Pimoa cthulhu Hormiga, 1994
- Pimoa curvata Chamberlin & Ivie, 1943
- Pimoa edenticulata Hormiga, 1994
- Pimoa gandhii Hormiga, 1994
- Pimoa haden Chamberlin & Ivie, 1943
- Pimoa hespera (Gertsch & Ivie, 1936)
- Pimoa indiscreta Hormiga, 1994
- Pimoa jellisoni (Gertsch & Ivie, 1936)
- Pimoa lata Xu & Li, 2009
- Pimoa laurae Hormiga, 1994
- Pimoa lihengae Griswold, Long & Hormiga, 1999
- Pimoa mephitis Hormiga, 1994
- Pimoa mono Hormiga, 1994
- Pimoa nematoides Hormiga, 1994
- Pimoa petita Hormiga, 1994
- Pimoa reniformis Xu & Li, 2007
- Pimoa rupicola (Simon, 1884)
- Pimoa sinuosa Hormiga, 1994
- Pimoa trifurcata Xu & Li, 2007
- Pimoa vera Gertsch, 1951